# الدوري الإنجليزي لكرة القدم 1892–93
الدوري الإنجليزي لكرة القدم 1892–93 (بالإنجليزية: 1892–93 Football League)‏ هو موسم من دوري كرة القدم الإنجليزية. أقيم خلال الفترة 3 سبتمبر 1892 وحتى 17 أبريل 1893، وفاز فيه نادي سندرلاند.